# Университет на Македония
Университетът на Македония (на гръцки: Πανεπιστήμιο Μακεδονίας, ΠΑΜΑΚ) е университет в град Солун, Гърция, с акцент върху финансовите, административните и социално-политическите науки. Основан е в 1948 година, но започва да функционира в учебната 1957 - 1958 година.
Има осем катедри, разположени в основната сграда в Солун и две изнесени катедрти във Воден (Едеса) и Негуш (Науса). Университетът е вторият по големина в града с около 10 000 студенти. Той е първият гръцки университет, сертифициран по Схемата за еко-мениджмънт и одит (EMAS), както и първият университет в Европа, обявен за „приятел на Организацията на обединените нации“.

## Местоположение
Основната сграда на университета се намира на улица „Егнатия“ № 156, срещу сградата на Солунския университет „Аристотел“. Университетът на Македония се помещава в комплекс сгради с обща площ от около 40 000 m2. Комплексът съдържа амфитеатрални лекционни зали, аула, семинарни зали, офиси, административни помещения, ресторант, книжарница и спортна зала.

## История
Основан е в 1948 година като Солунско висше училище за индустриални изследвания (Eν Θεσσαλονίκη Ανωτέρα Σχολή Βιομηχανικών Σπουδών), но приема първите си студенти в учебната 1957 – 1958 година. В 1966 година е преименувано на Солунско висше индустриално училище (Ανώτατη Βιομηχανική Σχολή Θεσσαλονίκης). В 1985 година се обособяват две катедри – „Икономика и управление“ и „Бизнес администрация“. В 1990 година приема името Университет на Македония за икономически и социални науки (Πανεπιστήμιο Μακεδονίας Οικονομικών και Κοινωνικών Επιστημών), като са създадени три нови катедри – „Международни и европейски икономически и политически изследвания“ (преименувана в 2008 година на „Международни и европейски изследвания“), „Счетоводство и финанси“ и „Приложна информатика“. В 1993 година е създадена катедрата „Образователна и социална политика“, а в 1996 година – катедрите „Балкански, славянски и източни изследвания“ и „Музикология и изкуство“. В 2004 година са създадени катедрите „Маркетинг и управление на операциите“, изнесена във Воден и „Технологичен мениджмънт“, изнесена в Негуш.